# هوغو لارسون
هوغو لارسون (بالسويدية: Hugo Larsson)‏ هو مهندس سويدي، ولد في 18 ديسمبر 1906، وتوفي في 25 فبراير 1986.